# Дорохедоро
Дорохедоро (јап. ドロヘドロ) јесте манга коју је написала и илустровала Кју Хајашида. Објављивала се од 2000. до 2018. године у три Шогакуканове ревије, са поглављима сакупљеним у 23 танкобона. Серијал је адаптиран у аниме 2020. године.
У Србији, издавачка кућа Дарквуд преводи мангу на српски језик од 2023. године.

## Радња
Прича се одвија у постапокалиптичном свету, подељеном на домен људи, чаробњака и демона. Кајман, човек са главом гмизавца, заборавио је свој прави идентитет. Оба проблема задао му је тајанствени чаробњак. Заједно са другарицом званом Никаидо, креће у осветнички поход.

## Франшиза

### Манга
Мангу Дорохедоро написала је и илустровала Кју Хајашида. Серијализовала се у три Шогакуканова магазина; прво од 30. новембра 2000. до 25. септембра 2014. године у Spirits Zōkan Ikki-ју, који је преименован у Monthly Ikki 2003., па угашен 2014, године. Манга је потом прешла у часопис Hibana, где се објављивала од 6. марта 2015. до 7. августа 2017. године, када је тај часопис такође угашен. На крају, Дорохедоро је пребачен у Monthly Shōnen Sunday 10. новембра 2017., где је завршио серијализацију 12. септембра 2018. године. Поглавља су сакупљена у 23 тома; први је изашао 30. јануара 2002., а последњи 12. новембра 2018. године. Уз то, 12. фебруара 2020., објављено је бонус поглавље од четрнаест страна.
У Србији, издавачка кућа Дарквуд преводи мангу на српски језик од 2023. године. Први том изашао је 29. децембра исте године.

### Аниме
Манга је произвела аниме адаптацију од дванаест епизода. Серију је анимирао студио MAPPA, и емитовала се од 13. јануара до 30. марта 2020. године на јапанском каналу Tokyo MX, и касније Нетфликсу. Аниме је такође имао шест оригиналних видео анимација, емитованих исте године, које су у виду дуже „тринаесте” епизоде стримоване на Нетфликсу. Друга сезона ће се емитовати 2025. године. 

## Пријем
Џозеф Ластер (Otaku USA) је у својој рецензији написао да је наслов  „чудан“ али занимљив, са „грубим, али веома детаљним“ цртежом, налик радовима Кентара Мијуре и Пушхеда. Бил Шерман (Blogcritics) похвалио је Хајашидин стил писања и цртања, рекавши да је „пун акције и тешког панка“. Дејвид Бродерс (ComicsAlliance) рекао је да је цртеж једнако занимљив као и сама прича, и похвалио Хајашидину способност да у „језивим сценама прикаже лепоту“. Деб Аоки (About.com) је за причу рекла да је „бизарна и крвава, али и пуна Хајашидиног хумора“. Међутим, Карлосу Сантосу (Anime News Network) се није свидела прича, рекавши да „нема развијен темпо“, као и да Хајашида „не уме да црта анатомски исправна људска тела“.

## Спољашњи извори
- (језик: јапански)
- (језик: јапански)
- (језик: јапански)
- (језик: јапански)
- Дорохедоро (манга) на веб-сајту